# Mègmont
Mègmont (en francès Mechmont) és un municipi francès situat al departament de l'Òlt i a la regió d'Occitània.
El municipi té Mègmont com a capital administrativa, i també compta amb els agregats de lo Roèrgue, lo Mas de l'Òlm, lo Brun, la Teissiá, la Fauriá, lo Falgairàs i lo Mas de Simon.

## Demografia
| 1962                                       | 1968 | 1975 | 1982 | 1990 | 1999 | 2006 |
| ------------------------------------------ | ---- | ---- | ---- | ---- | ---- | ---- |
| 76                                         | 102  | 105  | 109  | 103  | 105  | 114  |
| Des de 1962: població sense dobles comptes |      |      |      |      |      |      |

## Administració
| Període | Identitat           | Partit |
| ------- | ------------------- | ------ |
| 2001-   | Jean-Paul Praddaude |        |